# Schismus pleuropogon
Schismus pleuropogon là một loài thực vật có hoa trong họ Hòa thảo. Loài này được Stapf miêu tả khoa học đầu tiên năm 1916.